# Motone Records
Motone Records was een onafhankelijk platenlabel, gespecialiseerd in Wereldmuziek. Het werd in 1972 in Parijs opgericht door de uit Amsterdam afkomstige Karel en Mieke Pastor. Het echtpaar dreef sinds 1959 Platenhuis Pastor in de Haarlemse Barteljorisstraat 42. Pastor importeerde als eerste in Nederland muziek van onder meer Oum Kalsoum en Nass el-Ghiwane, en gold al snel als de speciaalzaak voor wereldmuziek in Europa.
In 1972 opende Pastor een winkel en distributiecentrum aan de Rue Lamarc 36 in de wijk Barbés in Parijs en werd het label Disques Motone opgericht. De uitgebrachte muziek betrof voornamelijk licentie-uitgaven van verschillende Noord-Afrikaanse platenmaatschappijen. Maar er werden ook zelf opnamen uitgebracht, zoals het album van de groep Tiq Maya.
Met het overlijden van Karel Pastor in de jaren negentig verdwenen zowel de Haarlemse als Parijse vestigingen van Platenhuis Pastor en het label Motone.